# Manzâr (rezervație botanică)
Manzâr, cunoscută și ca Manzârul vechi (în ucraineană Староманзирський заказник) este o rezervație botanică de importanță locală din raionul Bolgrad, regiunea Odesa (Ucraina), situată lângă satul omonim, în imediata apropiere de granița cu Republica Moldova.
Suprafața ariei protejate este de 128 de hectare. A fost creată prin decretul Consiliului de Miniștri al RSS Ucrainene din 28 octombrie 1974, și este subordonată administrativ silviculturii Borodino.
Rezervația a fost creată pentru a proteja peisajul pădurii de stejar de stepă, în care cresc peste 50 de specii de plante, inclusiv exotice: ailanthus, céltis, ienupăr virginian, scumpia, sophora și altele.